# Цісельський Ігор Петрович
Ігор Петрович Цісельський (нар. 15 лютого 1960, Львів, Українська РСР, СРСР) — радянський футболіст, захисник.
Вперше зіграв за «Карпати» (Львів) 19 жовтня 1979 року в матчі проти пермської «Зірки». Пізніше виступав за «СКА-Карпати» (Львів), «Ниву» (Тернопіль), «Верес» (Рівне), «Буковину» (Чернівці).